# Nuova Igea Virtus
Pour les articles homonymes, voir Igea, Virtus et Barcellona.

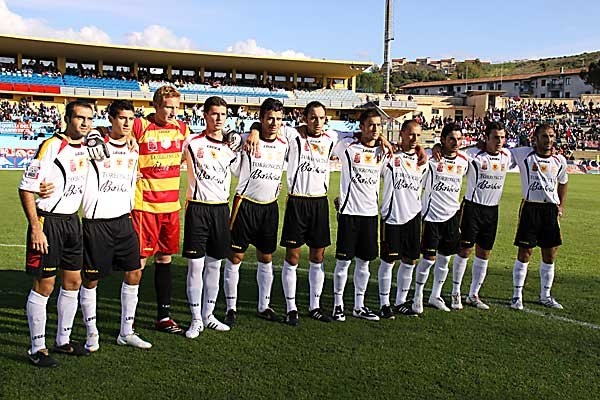
Nuova Igea Virtus

Le Nuova Igea Virtus est un club de football de Barcellona Pozzo di Gotto, dans la province de Messine. Il évolue à domicile au Stade Carlo Stagno d'Alcontres. Luigi Panarelli y est l'entraîneur depuis fin décembre 2024.

## Historique
Si le football apparaît à Barcellona vers 1925 avec l'US Barcellonese, l'Igea Virtus est fondée en 1946, puis renaît comme Associazione Sportiva Nuova Igea en 1964 à la suite d'une faillite. Elle ne reprend son nom actuel qu'en 1993 avec la fusion avec le « Barcellona » : Igea Virtus Barcellona.
- 2000 - 2010 : Le club évolue en Serie C2 qui est renommé en 2008 Ligue Pro Deuxième Division.